# Anton Schaller
Ne doit pas être confondu avec Anton Ferdinand Schaller.
Pour les articles homonymes, voir Schaller.
Anton Schaller, né le 11 octobre 1944 à Nottwil, est un journaliste suisse et une personnalité politique, membre de l'Alliance des Indépendants.

## Biographie
Journaliste de la Télévision suisse où il fut en particulier rédacteur en chef du Téléjournal et modérateur de plusieurs émissions politiques, il est élu en 1995 au Grand Conseil du canton de Zurich. Nommé président de son parti en 1999, il rejoint, en avril la même année au Conseil national. Il perd cependant son siège en décembre de la même année.
En 2007 il publie avec Philippe Zahno un livre sur Christophe Keckeis.

## Sources
- (de) Cet article est partiellement ou en totalité issu de l’article de Wikipédia en allemand intitulé « Anton Schaller » (voir la liste des auteurs).
- (de) « Publications de et sur Anton Schaller », dans le catalogue en ligne de la Bibliothèque nationale allemande (DNB).
- « Biographie de Anton Schaller », sur le site de l'Assemblée fédérale suisse.
- Anton Schaller avec Ernst Mühlemann sur Viktors Spätprogramm.